# 馬貴人 (清聖祖)
馬貴人（？—18世纪1703年），出身暫不詳，清朝康熙帝之貴人。

## 生平
根據《莆靖小紀》的記載，康熙二十六年十一月，有邸報稱：「如漢軍文武官員有女，不許配人。如已配，不許嫁人」。康熙二十七年春旬，「廣東馬侯女子，皇上納為妃，要擇好女十六人隨嫁」，移文兩廣總督吳興祚選取。同年四月，廣東惠州府歸善縣，「訛傳取女，時軍民驚惶，日夜遣嫁，即十餘齡處子，遽爾有家。惑及孀守之婦，多有自盡全節者」，福建漳州府、泉州府、興化府莆田縣等地亦然。
目前並不確定馬貴人是否為馬姓，以及她是否即為康熙二十七年春旬透過外八旗選秀入宮的漢軍旗廣東馬姓官員之女。康熙三十六年，康熙帝位下有四位貴人，可能為馬貴人，以及康熙四十六年時位居貴人之位的蘇貴人、仙貴人與尹貴人。
康熙四十三年九月，內務府檔案提及「為馬貴人周年祭禮，派出總管內務府大臣一位事」，可知馬貴人在康熙四十二年去世。另外，馬貴人去世後，因為來不及制擺喪儀，所以康熙帝命令取用榮妃馬佳氏的儀仗，其後補造。康熙四十四年二月初七日，舉行奉移祭，按例應由內務府並禮部派出大臣一員協理，二月初九日，正式奉安僖嬪、馬貴人和四位格格。康熙五十七年八月十八日午時，馬貴人入圈。